# Tàu Nô-ê

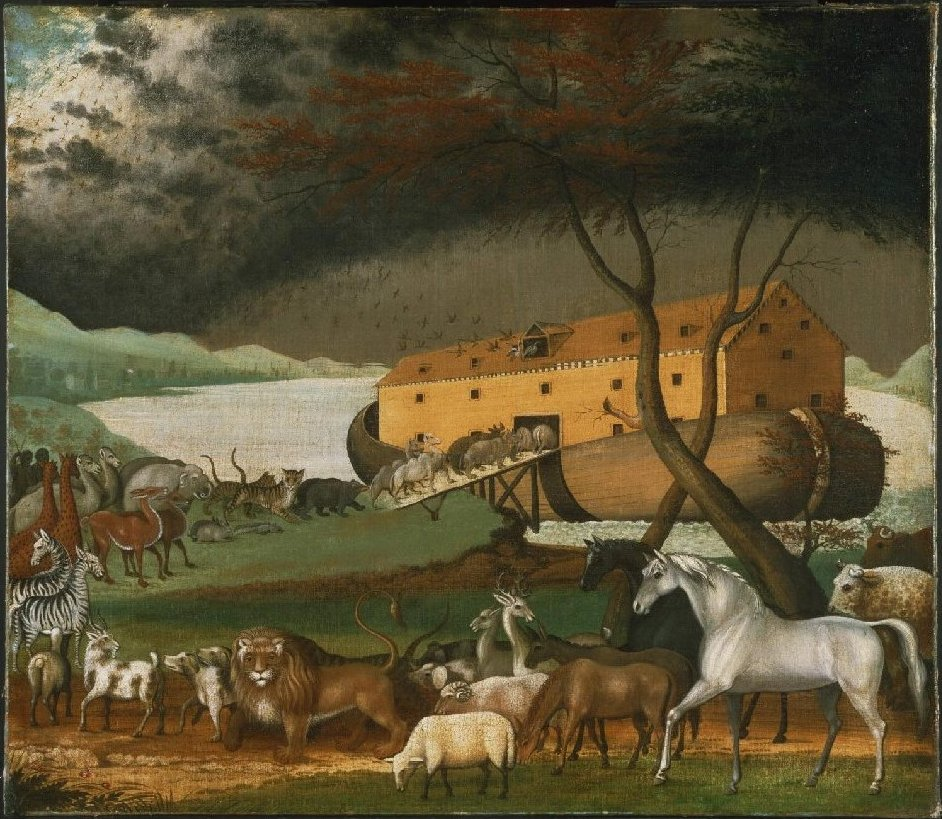
Một hình ảnh minh họa chiếc tàu Nô-ê

Tàu Nô-ê (hay Noah) là con thuyền được nhắc đến ở chương 6 đến chương 9 của Sách Sáng thế trong Kinh Thánh. Văn bản đó mô tả việc ông Nô-ê đóng con tàu này theo ý Chúa là để cứu ông và gia đình cùng các loài động vật nhằm khỏi bị diệt vong bởi trận trừng phạt đại hồng thủy của Thiên Chúa

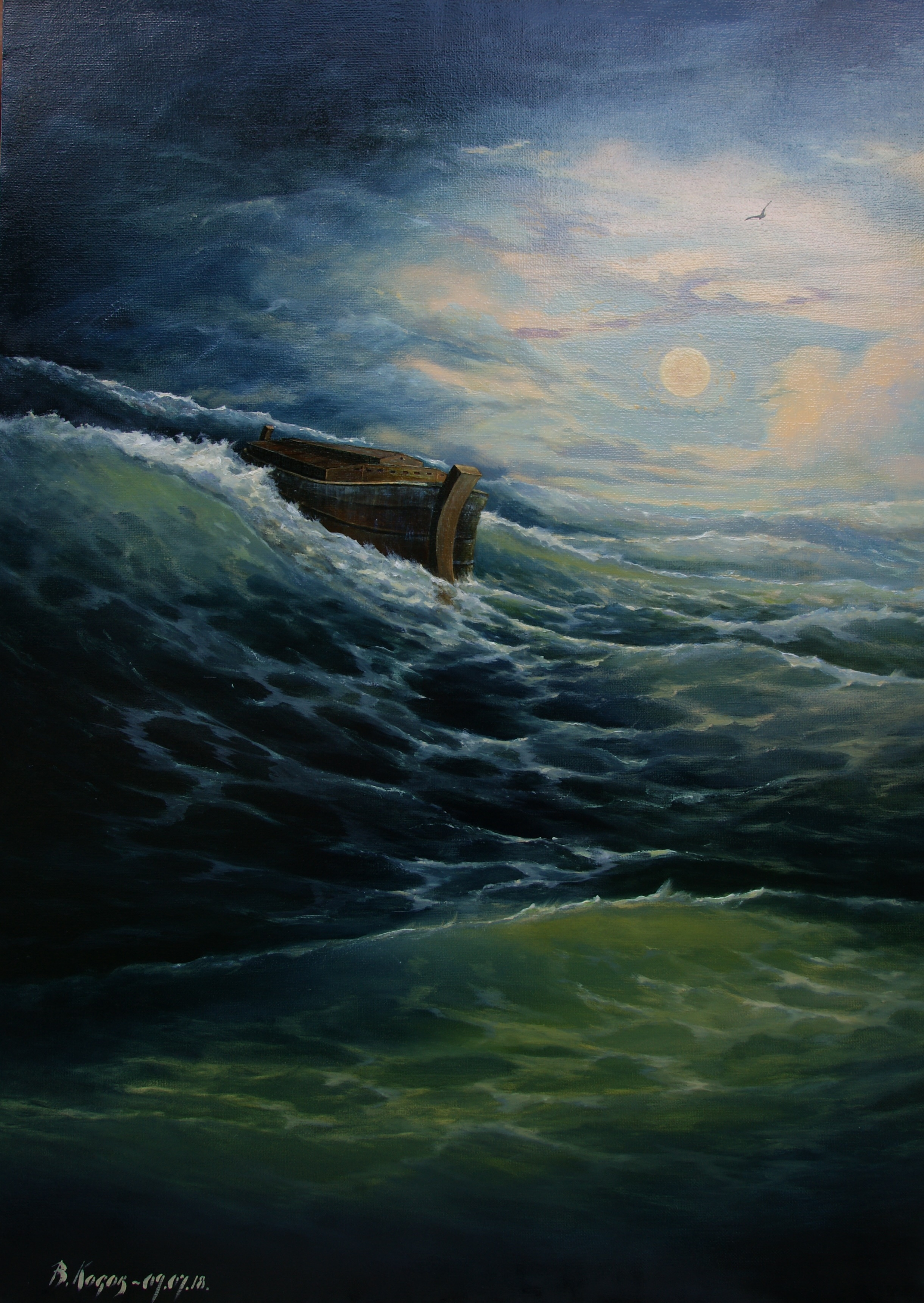
NOAH'S ARK. V.Kosov 140x100 dầu trên vải 2018

## Câu chuyện Kinh Thánh
Đức Chúa Trời nhận ra rằng, loài người càng sinh sôi nhiều thì họ càng phạm tội đến nỗi không thể cứu chữa. Ngài hối hận vì đã tạo ra loài người nên quyết định sẽ hủy diệt tất cả thế giới bằng trận đại hồng thủy. Tuy nhiên, Đức Chúa Trời thấy ông Nô-ê là người công chính nên không nỡ loại trừ cả ông. Đức Chúa Trời phán truyền cho ông Nô-ê: "Ngươi sẽ làm tàu thế này: chiều dài một trăm năm mươi thước, chiều rộng hai mươi lăm thước, chiều cao mười lăm thước. Ngươi sẽ làm một cái mui che tàu, và đặt mui cách phía trên tàu nửa thước. Cửa tàu, ngươi sẽ đặt ở bên hông; ngươi sẽ làm tầng dưới, tầng giữa rồi tầng trên." (Sáng Thế 6:15-16).
Ngoài ra, Đức Chúa Trời cũng hướng dẫn ông Nô-ê cách thức để sinh tồn và bảo tồn giống động thực vật trong tàu: "Trong mọi sinh vật, mọi xác phàm, ngươi sẽ đưa vào tàu mỗi loại một đôi, để giữ cho chúng sống với ngươi; phải có một con đực và một con cái. Trong mỗi loại chim, mỗi loại gia súc, mỗi loại vật bò dưới đất, mỗi loại một đôi sẽ đến với ngươi, để ngươi giữ cho chúng sống. Phần ngươi, hãy lấy mọi thứ ăn được và tích trữ cho mình; đó sẽ là lương thực của ngươi và của chúng." (Sáng thế 6:19-21).

Chim bồ câu hòa bình

Sau trận lụt kinh hoàng, nước rút dần khỏi mặt đất thì ông Nô-ê thả một con quạ bay ra khỏi tàu xem tình hình bên ngoài. Lần thứ nhất, con quạ không tìm được chỗ đậu chân vì nước chưa rút, nên nó bay về lại tàu. Bảy ngày sau, ông Nô-ê lại thả con chim bồ câu , và lần này nó bay trở về, trên mỏ ngậm cành lá ô liu tươi. Ông Nô-ê biết là nước đã giảm xuống, mặt đất đã hòa bình vì Đức Chúa Trời đã thôi cơn thịnh nộ. 
Ngày nay, hình ảnh chim bồ câu ngậm cành lá là biểu tượng của hòa bình (hoặc sự an bình).